# کارل ابرهارت شونگارت
کارل ابرهارت شونگارت (۲۲ آوریل ۱۹۰۳–۱۶ مه ۱۹۴۶) از کارمندان اس‌اس در دوران آلمان نازی بود. او از جمله جنایتکاران جنگی بود که در طول هولوکاست در لهستان تحت اشغال آلمان مرتکب کشتار جمعی و نسل‌کشی شد.

## در سمت اس‌اس
شونگارت در ۲۲ آوریل ۱۹۰۳ در لیپزیگ، آلمان به دنیا آمد. در سال ۱۹۳۳، وی پس از رسیدن به جایگاه دیوانسالاری در دادگاه، آغاز به مشارکت بیشتر در حزب نازی کرد. در ۱ فوریه ۱۹۳۳، وی به اس‌اس پیوست (شماره عضویت ۶۷٫۱۷۴ و شماره نازی 2.848.857).از آنجا که عضویت در حزب در آن هنگام برای به دست آوردن شغل دولتی در آلمان بسیار مهم بود، این مشارکت به او اجازه داد که در ارفورت به ریاست اداره پست گماشته شود. او در سال ۱۹۳۳ به عضویت اس دی، سرویس اطلاعاتی اس‌اس درآمد. وی سرانجام در ۱ نوامبر ۱۹۳۵ منصب خود در اداره پست را ترک کرد و به گشتاپو پیوست. [۲] در مدت کار با گشتاپو، او در ادره اصلی مطبوعاتی، شورای سیاسی کلیسا و دفتر منطقه‌ای آرنسبرگ در دورتموند کار می‌کرد. او همچنین به عنوان فرمانده پلیس در مونستر به عنوان مشاور دولتی خدمت می‌کرد. اگرچه معلوم نیست که چرا او در شورای سیاسی کلیسا مشغول به کار شد، نامه‌ای از راینهارت هایدریش به وزارت کشور رایش چنین توصیه کرده‌است که ابرهارت به دلیل زمینه و آگاهی وکالتی گسترده به بخشی از پلیس مخفی ایالتی گرفته شود. او در گشتاپو، و بعدها در SS قرار گرفت. او همچنین در منصب‌های اس اس بالا رفت و در سال ۱۹۳۹ به ستوان، ناخدا، سرگرد و سرهنگ دوم و در سال ۱۹۴۰ از سرهنگ به سرتیپ ارتقا یافت.

## جنایت‌های جنگی
در طول تهاجم آلمان به لهستان، او به جایگاه اس‌اس-اوبراشتورمبانفورر ارتقا یافت. او بعدها به عنوان بازرس ارشد اداره اصلی امنیت رایش در درسدن خدمت کرد.
در ژانویه ۱۹۴۱، وی به عنوان فرمانده ارشد SiPo و اس دی به کراکوف، لهستان اشغالی فرستاده شد. در طول مدتی که شونگارت در کراکوف مستقر بود، چندین گروه آینزاتس‌گروپن (گروه‌های ویژه عملیاتی) را در ورشو، رادوم و لوبلین با هدف کشتار جمعی تشکیل داد. او مسئول کشتار تا ۱۰ هزار یهودی لهستانی میان ژوئیه تا سپتامبر ۱۹۴۱ و کشتار استادان لووف در پشت خط مقدم عملیات بارباروسا در اتحاد جماهیر شوروی بود. شونگارت در ۲۰ ژانویه ۱۹۴۲ به همراه دکتر رودلف لانگه (از «آینزاتس‌گروپ آ»)، که وی نیز در هولوکاست شرکت کرده بود، در کنفرانس وانزه حضور داشت. از آغاز ژوئیه ۱۹۴۴ تا پایان جنگ وی مأمور اس‌دی در هلند بود. همچنین گفته می‌شود که وی به تلافی کمینی که برای ژنرال اس‌اس هانس راوتر در ۶ مارس ۱۹۴۵ گذاشته شده بود، ۲۶۳ تن (از جمله یک سرباز آلمانی) را کشت.
در سال ۲۰۱۹، یک گور دسته جمعی دارای بقایای بیش از ۱۰۰۰ یهودی در هنگام بازسازی خانه‌ها در برست پیدا شد. یک آینزاتس‌گروپ به رهبری شونگارت میان ۱۰ تا ۱۲ ژوئیه ۱۹۴۱ بیش از ۵۰۰۰ یهودی را در این منطقه کشت.

## دادگاهی و اعدام
شونگارت در پایان جنگ در اروپا به اسارت متفقین درآمد. پس از بررسی دربارهٔ سابقه وی، وی متهم به قتل یک خلبان سرنگون شده متفقین (در ۲۱ نوامبر ۱۹۴۴) در انسخده، هلند شد و توسط دادگاه نظامی بریتانیا در اشتاینفورت دادگاهی شد. وی در ۱۱ فوریه ۱۹۴۶ در ارتکاب این جنایت جنگی مجرم شناخته شد و به اعدام با دار زدن محکوم شد. شونگارت توسط آلبرت پیرپوینت در ۱۶ مه ۱۹۴۶ در زندان هاملین اعدام شد.